# Lucha leonesa
La lucha leonesa o aluche es un deporte autóctono tradicional de la provincia española de León. Se trata de una costumbre y tradición transmitida de forma oral de generación en generación, mantenida a través de los siglos hasta nuestros días, que se ha ido adaptando a las formas y convenciones del deporte moderno sin perder su propia esencia, convirtiéndose en una práctica federada con competiciones regulares.
Fue declarada Bien de Interés Cultural de carácter inmaterial el 29 de junio de 2017.

## Denominación
El Diccionario de la lengua española de la Real Academia define «aluchar» como pelea entre dos, en que agarrándose uno a otro con ambas manos de sus sendos cinturones de cuero, procura cada cual dar con su contrario en tierra, conforme a determinadas reglas; es diversión popular.
Con estos términos aluche o luche, aluchar y demás derivados, entendemos todas aquellas actividades luctatorias que tienen lugar en la provincia de León y zonas relacionadas geográfica o culturalmente, y conocidas como Lucha Leonesa.
El aluche es un deporte que se practica desde tiempo inmemorial, que se transmitía de forma oral de padres a hijos generación tras generación, y que se ha mantenido vivo hasta nuestros días, convirtiéndose en uno de los deportes más antiguos de España.

## Ámbito territorial y temporal
La práctica tradicional del aluche se extendió siguiendo rutas de la Trashumancia y se conservó fundamentalmente en la zona nororiental de la provincia leonesa, actualizándose a partir de los años veinte del siglo XX con su traslado a la capital. Los corros de aluches se celebran principalmente en localidades que han quedado integradas en dos zonas, la Montaña y la Ribera, ámbitos divididos por la línea de ferrocarril León-Bilbao.
Tradicionalmente los corros se formaban en las fiestas estivales pero en realidad nunca existió una vinculación clara con los ciclos anual o festivo. En la actualidad existe un calendario de competiciones que incluye una liga de invierno y una liga de verano.

## Historia
Este tipo de actividades luctatorias son comunes a todas las culturas de la humanidad y tienen un origen remoto, con fines de entretenimiento y relacionados con la propia subsistencia.
Estrabón, en su descripción de las costumbres de los antiguos pueblos hispanos, señala que la lucha era una práctica común entre los habitantes del noroeste peninsular. Durante la Edad Media, la lucha se incluía como parte de la educación de los caballeros, junto a otras artes como el ajedrez, hacer versos o tirar flechas, y de esta forma aparece en distintos documentos como Disciplina Clericalis de Pedro Alfonso, Vidal Mayor, escrito por Vidal de Canellas, las Siete Partidas de Alfonso X el Sabio, el Libro de buen amor del arcipreste de Hita, o en la obra de Juan del Encina o Miguel de Cervantes.
A finales de los siglos XV-XVI, el uso de la pólvora en las guerras impondrá un nuevo tipo de enfrentamientos y estrategias y en consecuencia se van a producir importantes cambios en el carácter y sentido de la lucha, que pasará de ser un ejercicio exclusivo de nobles en su adiestramiento para la guerra, a una actividad practicada fundamentalmente por el pueblo.
Es a partir de este momento cuando encontramos las primeras noticias directas sobre la lucha leonesa entre los pastores, en los Coloquios Satíricos, de 1553 de Antonio de Torquemada, y en Los siete libros de la Diana, de Jorge de Montemayor. Asimismo en la obra de 1586 de Pedro de la Vecilla Castellanos, El León de España, Cantos IV y V, encontramos una descripción pormenorizada de la lucha leonesa, enmarcada en la provincia de León. Otras citas y referencias son recogidas también en obras de Miguel de Cervantes.
Pascual Madoz, en el Diccionario geográfico-estadístico-histórico de España y sus posesiones de Ultramar, en la voz «La Vecilla», refiere claramente una modalidad de lucha que, a diferencia de otras luchas existentes en la península, no se realizaba a brazo partido, sino mediante un agarre bien a la ropa o a un cinto, aunque este punto no llega a precisarse.
En 1913, Antonio de Valbuena en su obra Caza Mayor y Menor, escribe un gran estudio sobre el desarrollo de los aluches, sus mañas, agarres y todo aquello relacionado con la lucha en Pedrosa del Rey.
Hasta 1930, año en que la lucha leonesa se convierte en un deporte federado, con una organización y normativa reglamentarias, integrada en el seno de la Federación Española de Lucha y Disciplinas Asociadas, existían en el noroeste de España, bajo la denominación de juegos de lucha tradicionales, distintos tipos de luchas y formas de agarre.
En su origen el aluche era una actividad relacionada con distintas profesiones y oficios, practicada por ganaderos, pastores, molineros, canteros, etc., como un juego que era aprendido junto al oficio tradicional, que se practicaba tanto en el trabajo como en las celebraciones y festejos y que era transmitido de forma oral de padres a hijos.
Tradicionalmente la lucha era la actividad festiva indispensable en todos los festejos y romerías; si no había luches no había fiesta. Es un juego tradicional heredado de la antigüedad, para algunos herencia de la romanización y para otros con un origen celta. Comenzaba al grito de «¿hay quien luche o me calzo?», fórmula que pervive en el tradicional corro que enfrenta a dos comarcas divididas por el Hullero del Norte, Montaña contra Ribera.
Tradicionalmente los aluches funcionaban al margen de normas y reglamentos, respetando siempre las antiguas tradiciones y costumbres de los antepasados transmitidas exclusivamente de forma oral. Al no existir normativa escrita, se desarrollaron numerosas variantes con características propias, que han ido desapareciendo en la medida en que se ha ido imponiendo la lucha reglamentada.
En 1920, con motivo del IX Centenario del Fuero de León, se redactó lo que para algunos fue el primer reglamento, aunque en realidad solo contiene una breve y escueta descripción de las normas; en un segundo intento en 1929, Olegario Llamazares redacta las Bases de los Aluches. Pero en realidad no es hasta 1933 cuando se redacta lo que podemos denominar el primer reglamento de la lucha, en el que se unificaron las distintas variantes existentes hasta el momento, se unificó el atuendo, se impuso el agarre al cinto y se describieron de forma concreta y pormenorizada las caídas y demás normas a seguir.
En la actualidad, la lucha es deporte federado, con clubes para su práctica, escuelas para su enseñanza y sigue una normativa reglamentaria, desarrollándose sus encuentros más seguidos por la afición entre junio y octubre, la Liga de Verano o Trofeo de la Regularidad, que congrega en muchos casos hasta 2500 personas en poblaciones de menos de 250 habitantes, que multiplican hasta un diez por ciento su población en estas ocasiones.

## Descripción
Básicamente la lucha leonesa es un combate entre dos contendientes, que agarrados con las dos manos al cinto, y mediante la utilización de estrategias conocidas como mañas, luchan por derribar al contrincante y llevarle al suelo.
Existen en otras partes del mundo distintas variantes y modalidades de lucha, la Galhofa en Portugal; el Gouren en la Bretaña; la Glima en Islandia; el Schwingen en Suiza; el Backhold en Escocia; la Strumpa sarda, el Bukc o Khuresh de Mongolia; el Ssireum de Corea; el Sumo, también conocido como la lucha de los dioses, original de Japón; el Laamb de Senegal o la Tarahumara en el estado mexicano de Chihuahua.
Asimismo, el aluche presenta una clara relación con luchas tradicionales, hoy prácticamente desaparecidas, que se desarrollaron en España en otras provincias. En Zamora, «las vueltas o marañas» de Muga de Sayago y la que se practicaban en la comarca de Guareña, muy parecida al «Valto» Leonés. En Salamanca, «la lucha de la cruz o lucha de la bandera», y en Palencia, «tirar al cinto» o el «aluche montañés» que se practicaban en Guardo y Velilla. En Cantabria la «engarrucha y aluches», «emboticar» y «echar unas vueltas»; en Asturias, «la Trincha», «la lucha de voltear» y «la lucha del corro»; la «loita» en Galicia; la «lucha del Roncal» en Pirineos y «probar a juntar» en las Islas Baleares.
Frente a todas estas manifestaciones, el aluche o lucha leonesa, presenta características propias y diferenciadoras, siendo junto a la lucha canaria, las dos únicas luchas tradicionales que han logrado subsistir en los tiempos modernos en nuestro país.

## Modalidades y características del juego
Escenario de la lucha

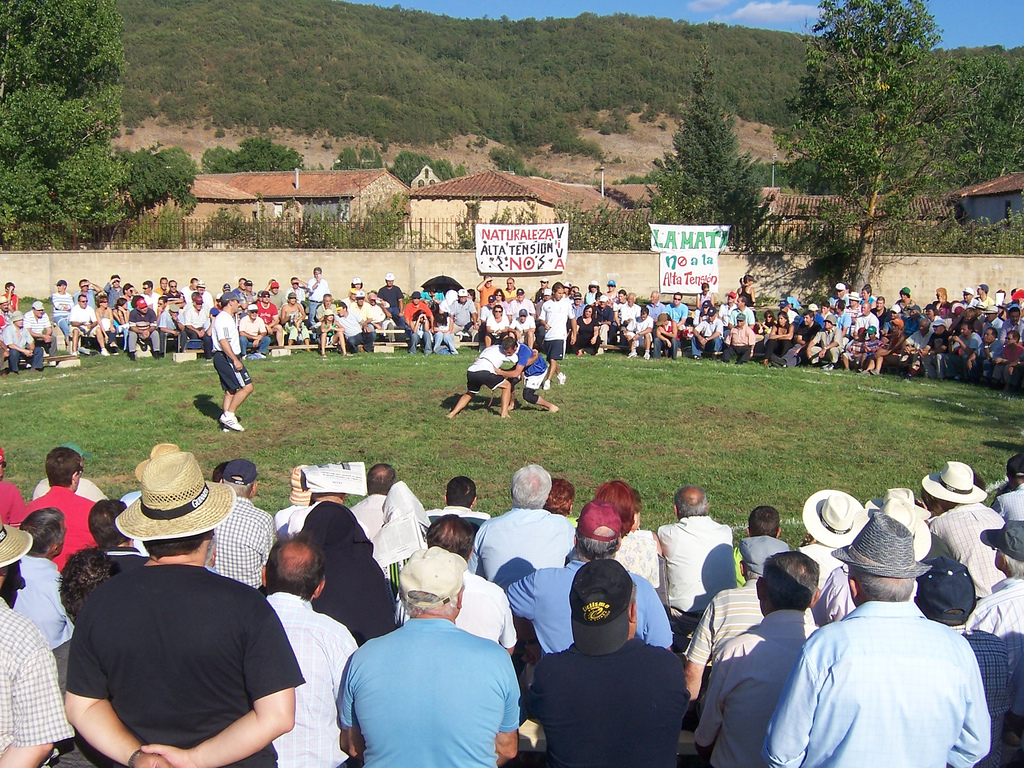
Corro de lucha leonesa en La Mata de Curueño

El corro es el espacio destinado a la lucha, formado por la gente que asistía al espectáculo. Este término, corro, define también la propia actividad luchadora. En ocasiones especiales se construían graderías y en algunos casos se construían corros o luchódromos de obra. En la actualidad existen luchódromos en localidades como Gradefes, Villafruela, Villafañe, Mansilla de las Mulas, Riaño o en la ciudad de León.
El corro tiene dieciocho metros de diámetro, será de césped cuando la lucha se lleve a cabo al aire libre y sobre colchonetas en lugares cerrados.
Indumentaria
La vestimenta consiste en un simple pantalón corto y camiseta de hilo o algodón. El luchador actúa descalzo. Tradicionalmente el agarre era el propio pantalón, pero el uso del cinto se regulariza e impone en la primera mitad del siglo XX. En la actualidad se usan los reglamentarios cintos de cuero curtido, de tres centímetros de anchura. Los luchadores se agarran erguidos, partiendo de una postura en que el vientre de ambos se halle separado entre 10 y 15 centímetros una mano al frente y la otra a media espalda.
Duración del combate
La norma actual establece que se luche, habitualmente, a dos caídas «enteras» (que pueden conseguirse con suma de «medias») y con una duración máxima de cada combate de minuto y treinta segundos llegando a durar hasta tres minutos en las finales.
Mañas

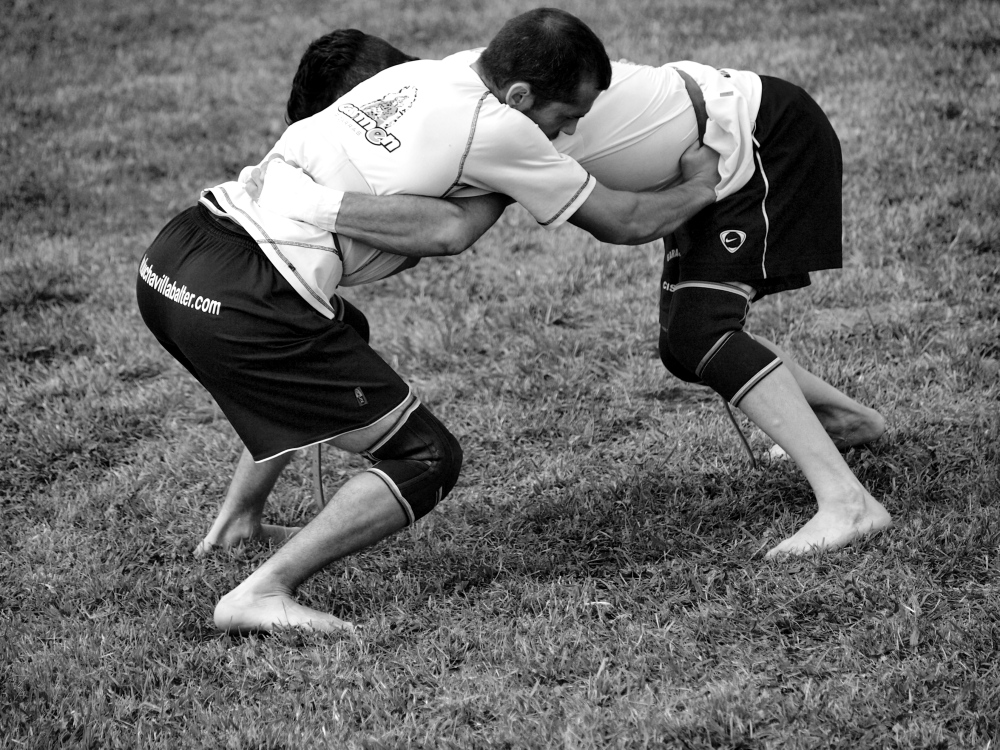
Lucha leonesa

Es el nombre con el que se denominan los gestos técnicos empleados para el derribo del contrario, que en la lucha leonesa pueden realizarse sirviéndose de brazos o de piernas. Los brazos sujetan, «sacan», tiran o empujan, pero no golpean ni se sueltan las manos del agarre. Esta es sin duda una de las singularidades de la lucha leonesa frente a otras luchas como la canaria.
Entre las mañas más conocidas figura el golpe de cadera, la media vuelta, y la cadrilada, que consiste en levantar al contrario, sirviéndose del apoyo en cadera, «cadril» en hablas de León. Las mañas ejecutadas sirviéndose de piernas son las más numerosas y presentan múltiples variantes.
Entre las más simples, la conocida como el zancajo, consiste en trabar la pierna del oponente, para hacerle caer, siendo también muy practicadas el garabito, la dedilla, la mediana, etc.
Trofeo
Tradicionalmente existían premios que, según la importancia del corro, iban desde el típico roscón o mazapán, en ocasiones compartido con el perdedor, hasta el gallo o cordero y en algunas ocasiones premio en metálico. De esa costumbre tradicional pervive en el corro «Montaña contra Ribera» el premio del «mazapán» para el luchador que más rivales venza y el «gallo» para el que permanezca en pie tras el último combate. Y de ello pervive a su vez la denominación de los campeones como «gallos». En la actualidad las competiciones suelen tener como premios trofeos y premios en metálico.

## Patrimonio oral y material asociado
La lucha leonesa tiene asociado un vocabulario propio. Los peculiares vocablos empleados en el juego así como el conjunto de dichos y expresiones, refranes y proverbios asociados a este ámbito, han perdurado a lo largo de los siglos y singularizan e identifican este deporte.
La palabra «maña», que tiene unas connotaciones semánticas referidas a la habilidad y experiencia, cobra aquí especial significado con el conocido refrán «más vale maña que fuerza».
Los nombres de algunas mañas, como zancadilla, traspié o trespies, se han incorporado al lenguaje cotidiano.
La importancia de los aluches en la cultura leonesa ha dejado su huella en el arte, tanto en escultura, en pintura como en grabado. Destaca la miniatura románica en códice del siglo XII, custodiado en el Archivo de San Isidoro de León, así como, del románico también, el canecillo del ábside del Monasterio de Santa María de Gradefes y el capitel del interior de San Isidoro de León o el gótico del claustro de la Catedral, con escenas que probablemente sean de las más antiguas representaciones de la lucha leonesa, notables ejemplos de la importancia y significado de la lucha en la sociedad del momento y en la actualidad.
La lucha leonesa es un deporte autóctono tradicional, legado de una costumbre y tradición mantenida a través de los siglos que se ha ido adaptando a las formas y convenciones del deporte moderno sin perder su propia esencia, convirtiéndose en una práctica federada con competiciones regulares y organizada, que forma parte de la herencia histórico-cultural de la comunidad autónoma de Castilla y León. En virtud de su carácter tradicional y vigencia actual forma parte de organizaciones europeas e internacionales y se integra en competiciones de estos ámbitos en las que las luchas de origen popular son nexo deportivo, cultural y social.
Transmitido de forma oral de generación en generación como un uso o costumbre que favorece la deportividad y la nobleza, en la actualidad la lucha leonesa constituye el evento deportivo más antiguo que se celebra en León, uno de los más antiguos de España y Europa, y goza de un gran arraigo social y de una vitalidad creciente.